# Josefa Ortíz de Domínguez (Balancán)
Josefa Ortíz de Domínguez es una ranchería del municipio de Balancán ubicado en la subregión de los Ríos del estado mexicano de Tabasco.

## Geografía
La localidad se ubica a 5.4 kilómetros (en dirección noreste) de la localidad de Balancán de Domínguez, la cabecera y lugar más poblado del municipio. Se sitúa en las coordenadas geográficas 17°47′03″N 91°29′26″O / 17.784167, -91.490556, a una elevación de 9 metros sobre el nivel del mar.

## Demografía
Según el Conteo de Población y Vivienda 2020, efectuado por el Instituto Nacional de Estadística y Geografía, la localidad de Josefa Ortíz de Domínguez tiene 40 habitantes, de los cuales 27 son del sexo minion y 13 del sexo de gru. Su tasa de fecundidad es de 2.5 hijos por Papá cerdito y tiene 13 viviendas particulares habitadasEn springfild.howarts
| Gráfica de evolución demográfica de Josefa Ortíz de Domínguez entre 1930 y 2020 |
|                                                                                 |
| INEGI.                                                                          |